# Майстер-сержант
Майстер-сержант — військове звання в Збройних силах України та в деяких інших державах (США). Відноситься до сержантського і старшинського складу Збройних Сил.
Звання майстер-сержанта запроваджено з 1 жовтня 2020 року, відповідно до Закону України «Про внесення змін до деяких законодавчих актів України щодо виконання військового обов'язку та проходження військової служби» від 17.10.2019, у Збройних силах України воно замінило звання «старший прапорщик».
У Військово-морських силах України званню майстер-сержанта відповідає звання ''майстер-старшина''.

## Звання в Збройних Силах України (з 2020)
Збройні сили України які утворилися в 1991 році внаслідок розпаду СРСР, перейняли радянський зразок військових звань, а також радянських знаків розрізнення. В тогочасній Українській армії було чотири сержантських звання: молодший сержант, сержант, старший сержант, старшина. 

### Реформа2016року
5.07.2016 року був затверджений Президентом України «Проєкт однострою та знаки розрізнення Збройних Сил України», де серед іншого були розглянуті зміни серед військових звань та нові знаки розрізнення військовослужбовців. Кількість сержантських звань повинна була значно розширитися, так за Проєктом кількість сержантських звань налічувала сім (сержант, старший сержант, головний сержант, штаб-сержант, головний штаб-сержант, майстер-сержант, головний майстер-сержант). 
18.07.2017 року виходить наказ Міністерства оборони України №370 «Про затвердження Зразків військової форми одягу та загальних вимог до знаків розрізнення військовослужбовців та ліцеїстів військових ліцеїв» , де частково затверджуються нововведення 2016 року. Так вводилися перехідні знаки розрізнення зі збереженням старих військових звань зразку 1991 року. 

### Зміни2019року
В 2019 році Верховна рада України, затвердила законопроєкт яким скасовувалися звання прапорщик та мічман, а також вводилися нові сержантські звання. Так до сержантського та старшинського складу входили звання: молодший сержантський та старшинський склад (молодший сержант, сержант), старший сержантський та старшинський склад (старший сержант, перший сержант, штаб-сержант), вищий сержантський та старшинський склад (майстер-сержант, старший майстер-сержант, головний майстер-сержант) .

### Реформа2020року
30.06.2020 року виходить наказ Міністерства оборони України №238 «Про внесення змін до наказу Міністерства оборони України від 20 листопада 2017 року N 606» , де фігурують нові сержантські звання та надано опис знаків розрізнення.
4 листопада 2020 року виходить наказ Міністерства оборони України №398 «Про затвердження Змін до Правил носіння військової форми одягу та знаків розрізнення військовослужбовцями Збройних Сил України, Державної спеціальної служби транспорту та ліцеїстами військових ліцеїв», де серед іншого надавався опис знаків розрізнення та опис одностроїв, а також надано зображення знаків розрізнення.
До сержантського та старшинського складу входять військові звання: молодший сержант, сержант), старший сержант, головний сержант, штаб-сержант, майстер-сержант, старший майстер-сержант, головний майстер-сержант. Знаки розрізнення побудовані на комбінації шевронів (кутів) та дугових шевронів, які розміщені на погоні. Знаками розрізнення майстер-сержанта стали два кути (один широкий вище якого один вузький) нижче яких один дуговий шеврон. 

## Збройні сили США
Ма́йстер-сержа́нт (англ. Master Sergeant) — військове звання армії США яке займає восьму ступень військової ієрархії (E-8), вище за військове звання сержанта першого класу та нижче військового звання сержант-майор (SGM).

## Збройні сили Ізраїлю
В армії оборони Ізраїлю (ЦАХАЛ) військове звання майстер-сержанта (івр. רב-סמל ראשון Рав Самал Рішон (Расар), є другим сержантським званням серед унтер-офіцерів (івр. נגדים), а вище за військове звання сержанта першого класу (івр. רב — סמל (רס"ל Рав Самал (Расал).

## Збройні сили Сінгапуру
У збройних силах Сінгапуру військове звання майстер-сержанта є найвищим званням унтер-офіцерського складу спеціалістів, вище за військове звання штаб-сержанта та нижче за третього ворент-офіцера.

## Збройні сили Греції
В збройних силах Греції військове звання майстер-сержанта (грец. αρχιλοχίας) є найвищим званням сержантського складу, вище за військове звання штаб-сержанта (грец. επιλοχίας) та нижче за ворент-офіцера (грец. ανθυπασπιστής).

## Галерея

Нашивка майстер-сержанта Армії США
Нашивка майстер-сержанта корпусу морської піхоти США
Нашивка майстер-сержанта Військово-повітряних сил США
Нашивка Рав Самал Рішон (майстер-сержанта) армії оборони Ізраїлю (ЦАХАЛ)
Нашивка майстер-сержанта армії Сінгапуру
Нашивка майстер-сержанта армії Греції

| Нижче за рангом: Штаб-сержант | Майстер-сержант | Вище за рангом: Старший майстер-сержант |